# Jesús José Herrera Quiñonez
Jesús José Herrera Quiñonez (Mexicali, 20 de diciembre de 1961) es un eclesiástico católico mexicano. Es el obispo de Culiacán, desde septiembre de 2023. Fue obispo de Nuevo Casas Grandes, entre 2011 y 2023.

## Biografía
Jesús José nació el 20 de diciembre de 1961, en la ciudad mexicana de Mexicali. Hijo de Emiliano Herrera y de María de la Luz Quiñónez, siendo el sexto de siete hermanos.
Realizó su formación primaria y secundaria en ciudad natal. Cursó la preparatoria (1977-1980), en el Seminario Menor de Mexicali.
Realizó su formación sacerdotal en el Seminario Mayor de Morelia (1980-1984), concluyendo los estudios de Teología en el Seminario de Tijuana (1984-1987). Tras realizar estudios en el Pontificio Instituto Juan Pablo II (1995-1997), obtuvo la licenciatura en Teología del Matrimonio y la Familia.

### Sacerdocio
Fue ordenado diácono el 7 de junio de 1987, en la parroquia Ntra. Sra. de Loreto. Su ordenación sacerdotal fue el 20 de diciembre del mismo año, en la parroquia de San Antonio de Padua y Ntra. Señora de Loreto, a manos del obispo José Ulises Macías Salcedo; incardinándose en la diócesis de Mexicali.
Como sacerdote desempeñó los siguientes ministerios:
- Vicario parroquial de la Inmaculada Concepción, en San Luis Río Colorado (1988-1993).
- Decano del Decanato de María Inmaculada, en San Luis Río Colorado (1991- 1993).[3]

- Párroco de Santa Teresita del Niño Jesús, en Mexicali (1993- 1995; 2001- 2007).

- Asistente diocesano del Movimiento Familiar Cristiano (1994-1995).

- Director espiritual, profesor de la etapa de Filosofía y encargado del área pastoral de los seminaristas del Seminario Mayor de Mexicali (1997-2001).
- Encargado de la Pastoral Familiar diocesana (1997-2001).
- Secretario-Canciller diocesano; miembro ex officio del Consejo de Consultores, de la Comisión del Clero y de la Comisión Diocesana de Pastoral (2006-2011).[3]
- Promotor del diezmo diocesano (2007-2010).
- Párroco de Ntra. Sra. del Perpetuo Socorro, en Mexicali (2007-2011).

## Episcopado

### Obispo de Nuevo Casas Grandes
El 27 de octubre de 2011, el papa Benedicto XVI lo nombró obispo de Nuevo Casas Grandes. Fue consagrado el 15 de diciembre del mismo año, a manos del arzobispo Constancio Miranda Weckmann. Tomó posesión canónica el mismo día de su ordenación.
- Titular del Consejo Permanente (2012-2015); responsable de la Dimensión del Clero (2012-2023) y de la Dimensión de Vida (2022-2023), en la Provincia Eclesiástica de Chihuahua de la Conferencia del Episcopado Mexicano.
- Miembro del grupo de Obispos de la Frontera de México-Estados Unidos (2013-2023).

### Obispo de Culiacán
El 21 de septiembre del 2023, el papa Francisco lo nombró obispo de Culiacán. Tomó posesión canónica el 23 de noviembre del mismo año.
- Responsable de la Dimensión Episcopal de Vida en la Conferencia del Episcopado Mexicano (2018-2024).